# Pastel galés

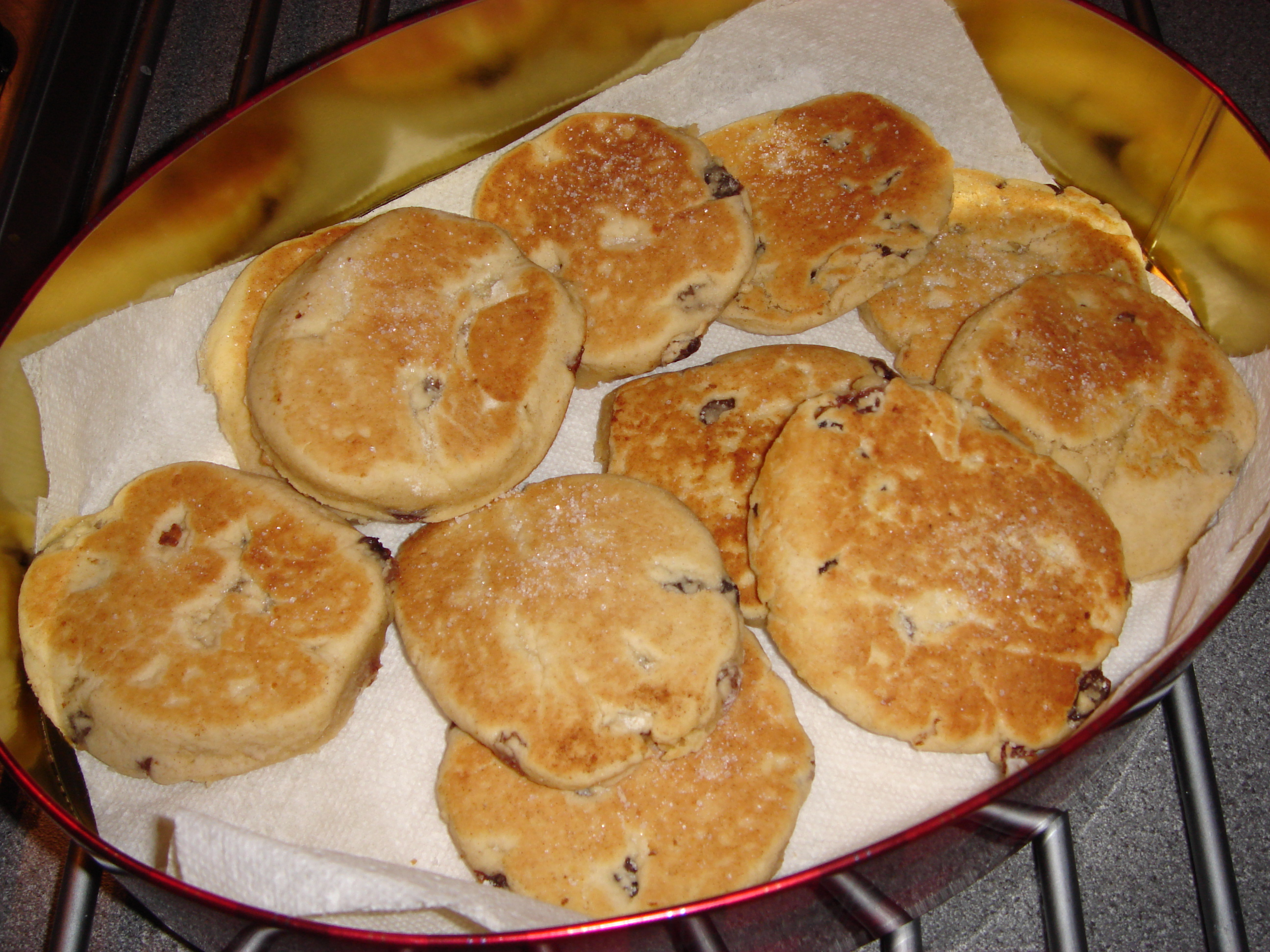
Pasteles galeses caseros.

Los pasteles galeses o tortas galesas (en inglés Welsh cakes, en galés picau ar y maen, pice bach, cacen gri o teisen radell) son aperitivos tradicionales de la cocina galesa. También se conocen como bakestones en Gales porque tradicionalmente se cuecen sobre un bakestone (literalmente ‘piedra de cocer’, en galés maen), una plancha de hierro fundido de 1,5 cm de grosor o más que se sitúa sobre el fuego o la cocina. Sin embargo, la mayoría de la gente alude a ellos como griddle scones (‘scones de parrilla’).
Los pasteles galeses se hacen con harina, pasas, sultanas o pasas de Corinto, y también pueden incluir especias tales como la canela y la nuez moscada. Son más o menos circulares, de unos 4–6 cm de diámetro y 1–1,5 cm de grosor.
Se sirven fríos o calientes espolvoreados con azúcar lustre. A diferencia de los scones, no suelen tomarse con un acompañamiento, si bien a veces se venden cortados y untados con mermelada, y a veces con mantequilla. A menudo se toman con una taza de té.
En Argentina, se conoce como torta galesa o torta negra galesa a una torta con frutas secas y frutas glaseadas, creada por la inmigración galesa en algunas zonas de la Patagonia Argentina, sobre todo en el este de la provincia de Chubut.
 La torta es similar al bara brith galés, que es un tipo de  fruitcake.

## Variantes
- Llech Cymreig, cocinado con harina sin levadura (en particular harina integral), lo que hace que resulten mucho más planos y crujientes. Esta variante se hace típicamente sobre un bakestone.
- Jam Split, popular en los valles del sur de Gales. Como el nombre sugiere, es un pastel galés cortado horizontalmente y untado con mermelada (y a veces con mantequilla), de forma similar a un sándwich.